# ورخوسلاویتسه
ورخوسلاویتسه (به چکی: Vrchoslavice) یک منطقهٔ مسکونی در جمهوری چک است که در شهرستان پروستییوف واقع شده‌است.
 ورخوسلاویتسه ۳٫۳۸ کیلومتر مربع مساحت و ۵۹۳ نفر جمعیت دارد و ۲۰۶ متر بالاتر از سطح دریا واقع شده‌است.